# 嘉善路站
嘉善路站位于中华人民共和国上海市徐汇区肇嘉浜路与大木桥路交叉口，是上海地铁9号线与12号线的地铁车站，也是换乘站。9号线车站于2009年12月31日启用，12号线车站于2015年12月19日开通。

## 車站設計
| 地面层   | 出入口             | 2、4-6出入口                     |  |  |
| 地下一层 | 站厅               | 票务服务、自动售票机、人工服务台 |  |  |
| 地下二层 | ①站台              | █ 9号线 往上海松江站（肇嘉浜路） |  |  |
|          | 岛式站台，左侧开门 |                                  |  |  |
|          | ②站台              | █ 9号线 往曹路（打浦桥）         |  |  |
| 地下三层 | ③站台              | █ 12号线 往七莘路（大木桥路）    |  |  |
|          | 岛式站台，左侧开门 |                                  |  |  |
|          | ④站台              | █ 12号线 往金海路（陕西南路）    |  |  |

- 9号线站台
- 9号线站台上的换乘通道
- 12号线站厅
- 12号线站台

## 车站出口
嘉善路站共有4个出入口，4、6号口附近设有与玖时活力中心的连通道。各出入口如下所示：
| 出口编号            | 出口指示           | 照片 |
| ------------------- | ------------------ | ---- |
| 2 · 出口            | 大木桥路，肇嘉浜路 |      |
| 4 · 出口 · （设有） | 大木桥路，医学院路 |      |
| 5 · 出口            | 大木桥路，肇嘉浜路 |      |
| 6 · 出口            | 大木桥路，肇嘉浜路 |      |
| 图例： 设有         |                    |      |